# Gołubowszczyzna
Gołubowszczyzna – wieś w Polsce położona w województwie podlaskim, w powiecie siemiatyckim, w gminie Milejczyce.
W latach 1975–1998 miejscowość administracyjnie należała do województwa białostockiego.
Prawosławni mieszkańcy wsi należą do parafii Narodzenia Najświętszej Maryi Panny w Rogaczach, a wierni kościoła rzymskokatolickiego do parafii św. Stanisława w Milejczycach.

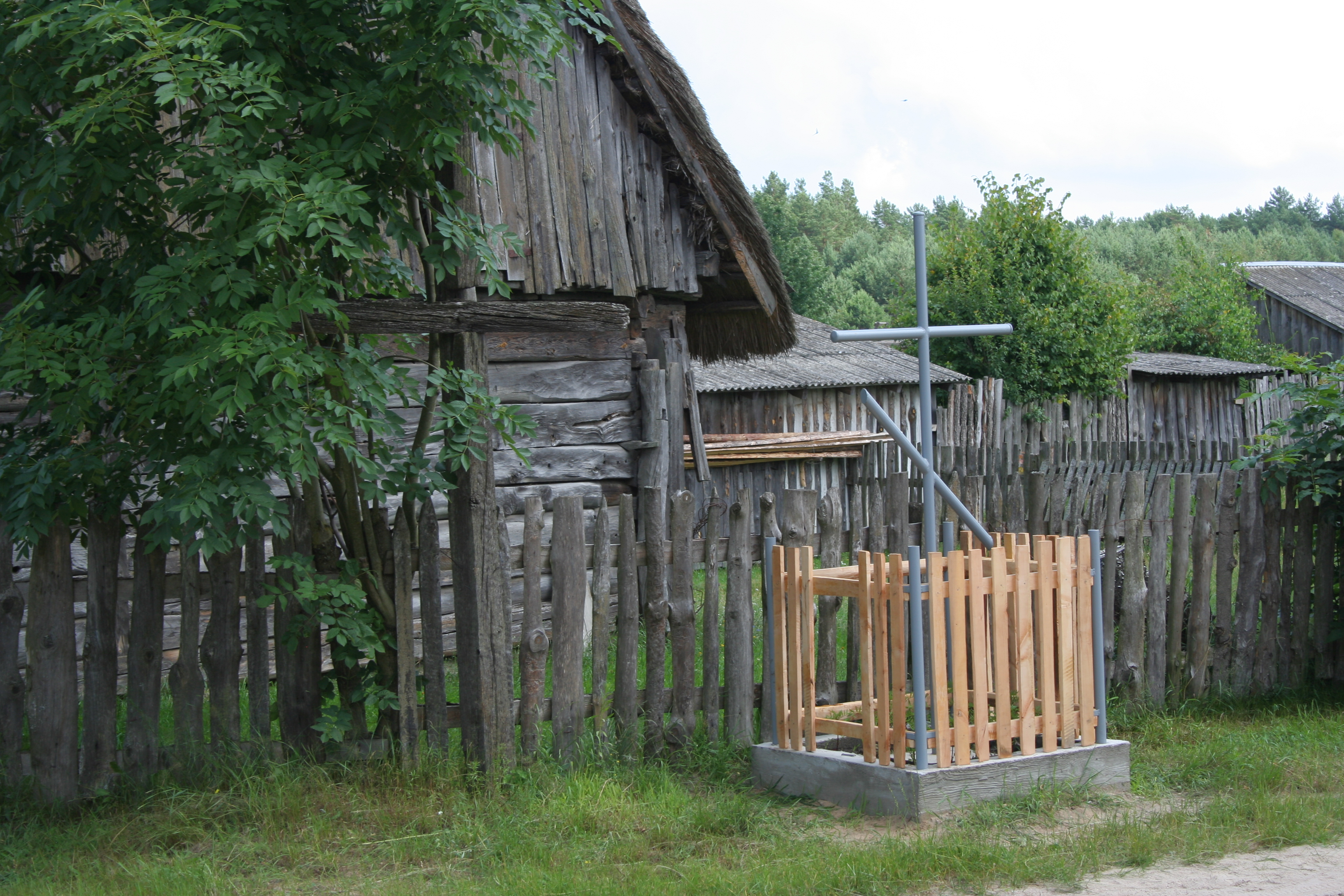
Krzyże prawosławne
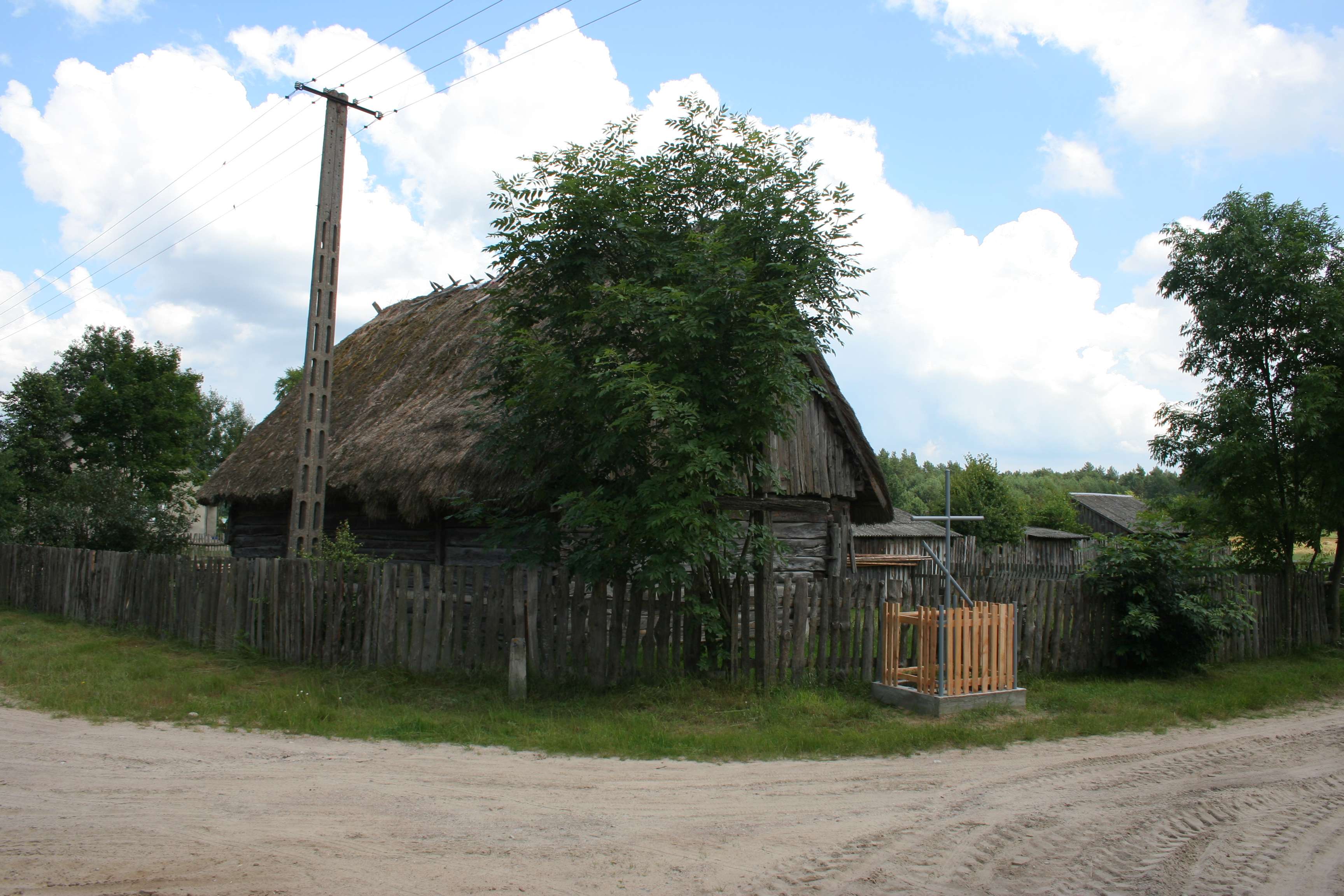
Budynek pokryty strzechą